# Hippelates nabis
Hippelates nabis är en tvåvingeart som beskrevs av Seguy 1940. Hippelates nabis ingår i släktet Hippelates och familjen fritflugor. Inga underarter finns listade i Catalogue of Life.